# バッド・ボーイ (ラリー・ウィリアムズの曲)
「バッド・ボーイ」（Bad Boy）は、ラリー・ウィリアムズの楽曲である。1958年にスペシャルティ・レコードからシングル盤として発売されたが、Billboard Hot 100をはじめとしたシングルチャートにランクインすることはなかった。しかし、音楽評論家のスティーヴン・トマス・アールワインは、「正真正銘のロックンロール・クラシックとなった」作品の1つとして本作を挙げている。発売後、ビートルズによってカバーされた。

## 背景・曲の構成
ウィリアムズは、新たなロックンロール・サウンドに自身のスタイルを適応させた初期のR&Bミュージシャンの1人となっている。歌詞には10代の完成が反映されており、音楽評論家のリッチー・アンターバーガーは本作における「バッド・ボーイ」について「教室でトラブルを起こしたり、少女の髪にチューインガムをくっつけたり、読み書きを学ぶ為に学校へ行きたがらないような本物の不良少年」と説明している。
アンターバーガーは、本作の音楽性について「エネルギッシュな初期のロックンロールではあるものの、どちらかというとオーソドックスなもので、ウィリアムズがよくやっていたように、よりポップなリトル・リチャードのようなサウンド。しかし、彼はこの曲よくある一般的な初期のロックンロール・ナンバーよりも効果的なものにした」と評し、最も印象的な点として「『Now junior, behave yourself!』というファルセットでの命令」を挙げている。
音楽ライターのジーン・スクラッティは、本作のバックアップ・ボーカルについて、ザ・コースターズの「チャーリー・ブラウン」やエヴァリー・ブラザースの「バード・ドッグ」との類似性を指摘している。

## クレジット（ラリー・ウィリアムズ版）
※出典
- ラリー・ウィリアムズ - ボーカル、ピアノ
- レナ・ホール（英語版） - ギター
- テッド・ブリンソン - ベース
- アール・パーマー - ドラム
- プラス・ジョンソン（英語版） - サクソフォーン
- ジュエル・グラント - バリトンサックス

## ビートルズによるカバー
キャピトル・レコードは、1964年12月を最後にビートルズのアルバムが発売されていないことから、新作を発売する必要があると判断した。しかし、この時点でストックとなる楽曲は、『ビートルズ・フォー・セール』で残った6曲と、2月のセッションで録音されたものの映画では未使用となった3曲のみであり、アルバムとして発売するには収録曲が不十分であった。
キャピトル・レコードから新曲の提出を要求されたビートルズは、1965年5月10日にEMIレコーディング・スタジオでセッションを行なった。しかし、セッション時点で新曲の準備ができていなかったことから、古いレパートリーから本作と同じくウィリアムズの楽曲「ディジー・ミス・リジー」を選曲。「ディジー・ミス・リジー」のバッキング・トラックを2テイク録音したのち、本作を4テイク録音した。両曲ともジョン・レノンのリード・ボーカル、ジョージ・ハリスンのリードギター、リンゴ・スターのパーカッション、ポール・マッカートニーのエレクトリックピアノがオーバー・ダビングされている。同日のうちに両曲のモノラル・ミックスとステレオ・ミックスが作成され、翌日テープがカリフォルニアに送られた。両曲ともアメリカで発売された『ビートルズ VI』に収録された。イギリスでは、「ディジー・ミス・リジー」はアルバム『ヘルプ!』に、本作は1966年12月に発売されたコンピレーション・アルバム『オールディーズ』に収録された。CD作品では、1988年に発売された『パスト・マスターズ Vol.1』で初収録となった。
スウェーデンでは、EP盤として発売され、本作のほかに「ノルウェーの森」、「君はいずこへ」、「イン・マイ・ライフ」が収録された。同EP盤は1966年12月にKvällstoppenチャートで最高位7位、Tio i toppチャートで最高位5位を獲得した。

### クレジット（ビートルズ版）
※出典
- ジョン・レノン - ボーカル、リズムギター
- ポール・マッカートニー - ベース、エレクトリックピアノ
- ジョージ・ハリスン - ダブルトラックのリードギター
- リンゴ・スター - ドラム、タンバリン